# Jourdain du Mont
Pour les articles homonymes, voir Jourdain (homonymie).
 (septembre 2022).
Jourdain du Mont, né au XIIe siècle et mort le 6 août 1212, est un moine bénédictin normand, dix-huitième abbé du Mont Saint-Michel, de 1191 à 1212.
Vingt-deux jours, selon don Huynes, et plus de cinq mois selon l’Obituaire du couvent, s’écoulèrent entre le décès de l’abbé Martin et l’élection canonique qui remit son bâton pastoral entre les mains de Jourdain, religieux de ce cloître. 
Les actes de ce prélat réalisèrent les fruits que le monastère s’était promis de ses qualités et de ses lumières. La sagesse que son administration fit briller, tant dans ses rapports claustraux que dans ses relations extérieures, lui captiva d’autant plus profondément l’affection de ses religieux, que les désastres de la guerre qui les assaillirent jusque sur leur rocher, leur révélèrent plus vivement tout le prix de ce gouvernement prudent et paternel.
Après la commise pour forfaiture de la Normandie, le roi de France Philippe-Auguste entreprit de s’emparer des territoires continentaux du duc de Normandie Jean-sans-Terre. Ayant franchi, avec une armée, la frontière de Normandie pour exécuter cet arrêt, son allié, Guy de Thouars, duc de Bretagne, se jeta sur l’Avranchin à la tête d’une armée bretonne.
Le Mont Saint-Michel fut le premier point vers lequel se dirigèrent les efforts de Guy de Thouars. Impuissantes à protéger la ville, les palissades, furent emportées d’un choc, la ville fut saccagée et les Montois massacrés, sans considération d’âge ou de sexe. Mais l’assaut breton vint se briser contre les fortifications du monastère. Après de longs et inutiles efforts, Guy de Thouars, désespérant de se rendre maître d’une enceinte défendue avec désespoir, effectua sa retraite en livrant au feu la ville, souillée des horreurs de la guerre.
L’incendie se développa avec une telle ardeur que les flammes, s’élançant vers le sommet de la montagne, débordèrent sur l’abbaye, dont elles réduisirent presque tous les bâtiments en cendres. Seuls, les murs et les voûtes résistèrent et échappèrent à cet embrasement. Philippe-Auguste ressentit la plus vive douleur de ce désastre, et, voulant effacer les traces de ce malheur, il envoya à l’abbé Jourdain une forte somme d’argent destinée à réparer ces ravages : ce prélat entreprit ces travaux avec un zèle qui eût rendu à ce monastère une partie de son ancienne splendeur, si la difficulté de recueillir les revenus dans un pays ravagé par la guerre, la perte des richesses territoriales qu’il possédait en Angleterre, n’eussent mis obstacle à ses efforts, et fait évanouir ses vœux.
Cette situation poussa-t-elle Jourdain à faire preuve d’imagination en matière de refinancement de la reconstruction du mont Saint-Michel ? En tout état de cas, celui-ci se retrouva en guerre ouverte avec ses moines, qui rédigèrent contre leur supérieur un acte d’accusation dans lequel étaient énoncés les plus graves délits, comme le pillage du trésor abbatial, la vente des bois de la communauté, la dévastation des manoirs, la confiscation des revenus du prieur, du chantre, du sacristain, etc. Dès 1207, le pape Innocent III avait donné l’ordre à Adam de Perseigne de se rendre au Mont Saint-Michel et d’y calmer les esprits. Il fit, en 1210, avec l’évêque de Coutances et l’abbé de Savigny, une nouvelle enquête sur les faits imputés à Jourdain du Mont, mais on ignore quel en fut le résultat. 
Cette époque est également celle où les bénédictins montois allèrent plus souvent chercher la retraite et le silence dans le prieuré fondé par le treizième abbé du Mont Saint-Michel, Bernard du Bec à Tombelaine ; plusieurs y furent inhumés, et l’abbé Jourdain lui-même, surpris de la mort au milieu des soins qu’il prenait à la reconstruction des édifices de l’abbaye, au moyen des largesses de Philippe Auguste, voulut que sa dépouille mortelle y fût déposée. Il reçut les honneurs funèbres dans l’église prieurale de Sainte-Marie-de-Tombelaine, selon qu’il en avait exprimé le désir. Autrefois, les croyants visitaient son tombeau, dont il ne reste plus de vestiges aujourd’hui.